# Totaig
Totaig is een dorp ongeveer 9 kilometer ten noordwesten van Dunvegan op het eiland Skye in de Schotse lieutenancy Ross and Cromarty in het raadsgebied Highland.